# Widzenie fotopowe

Względna absorpcja światła czopków (K, Ś, D) i pręcików (Pr) przez ludzkie oko. Uwaga: skala długości fali nie jest liniowa

Widzenie fotopowe (widzenie dzienne) – termin oznaczający pracę ludzkiego narządu wzroku w warunkach normalnych, czyli przy ilości światła wystarczającej do pełnego wykorzystania możliwości zmysłu wzroku. 
W rozpoznawaniu bodźców świetlnych biorą wówczas udział wyłącznie czopki (receptory umożliwiające widzenie barwne), nie biorą natomiast udziału pręciki (receptory rozpoznające różnice natężenia światła tylko w niemal zupełnej ciemności, robiące to monochromatycznie). 
W miarę spadku natężenia oświetlenia otoczenia, widzenie fotopowe przechodzi w fazę przejściową zwaną widzeniem mezopowym (częściowa utrata postrzegania barw), by wreszcie osiągnąć minimalny stan pracy ludzkiego oka zwany widzeniem skotopowym (świat w skali szarości).
Widzenie dzienne zapewniają trzy typy czopków w oku człowieka, wykazujące największą czułość dla długości fali odpowiednio 420, 534 i 564 nm. Maksimum widmowe dla widzenia nocnego znajduje się przy 498 nm. Czopki odznaczają się znacznie mniejszą czułością (rzędu 600 lm/W) od pręcików (ok. 1700 lm/W). 
Widzenie dzienne zapewnia największą czułość w miejscu, na które jest skierowany wzrok. Tylko w wąskim zakresie kątowym utrzymuje się duża czułość i widzenie kolorów. Poza zakresem kątowym ok. 40° nie widzi się barw, czego zwykle nie zauważa się z powodu korekcji dokonywanej przez mózg. Za to widzenie nocne nastawione jest raczej na obserwację pod kątem, w efekcie czego w ciemności gorzej widać obiekty, na które jest skierowany wzrok.